# Distrito de Aquia
El distrito de Aquia es una subdivisión administrativa de la provincia de Bolognesi, ubicada en el departamento de Áncash, en el Perú. Según el censo de 2017, tiene una población de 1795 habitantes.
Limita por el norte con la provincia de Huari, por el este con el distrito de Huallanca y el distrito de Huasta, por el sur con el distrito de Chiquián y por el oeste con la provincia de Recuay. 

## Toponimia
Una hipótesis toponímica es la que considera que provendría del verbo quechua saqiy = 'ocultarse el agua en terreno arenoso o pedregoso'. En esta evolución léxica: saqiy > aqiy > aqiyan > akyan > akya.
Otra hipótesis es la interjección quechua antigua: akya, 'ea! ea!', como expresión de ánimo, alabanza o agradecimiento, Akya, akya = '¡Ea, valiente!'.

## Historia

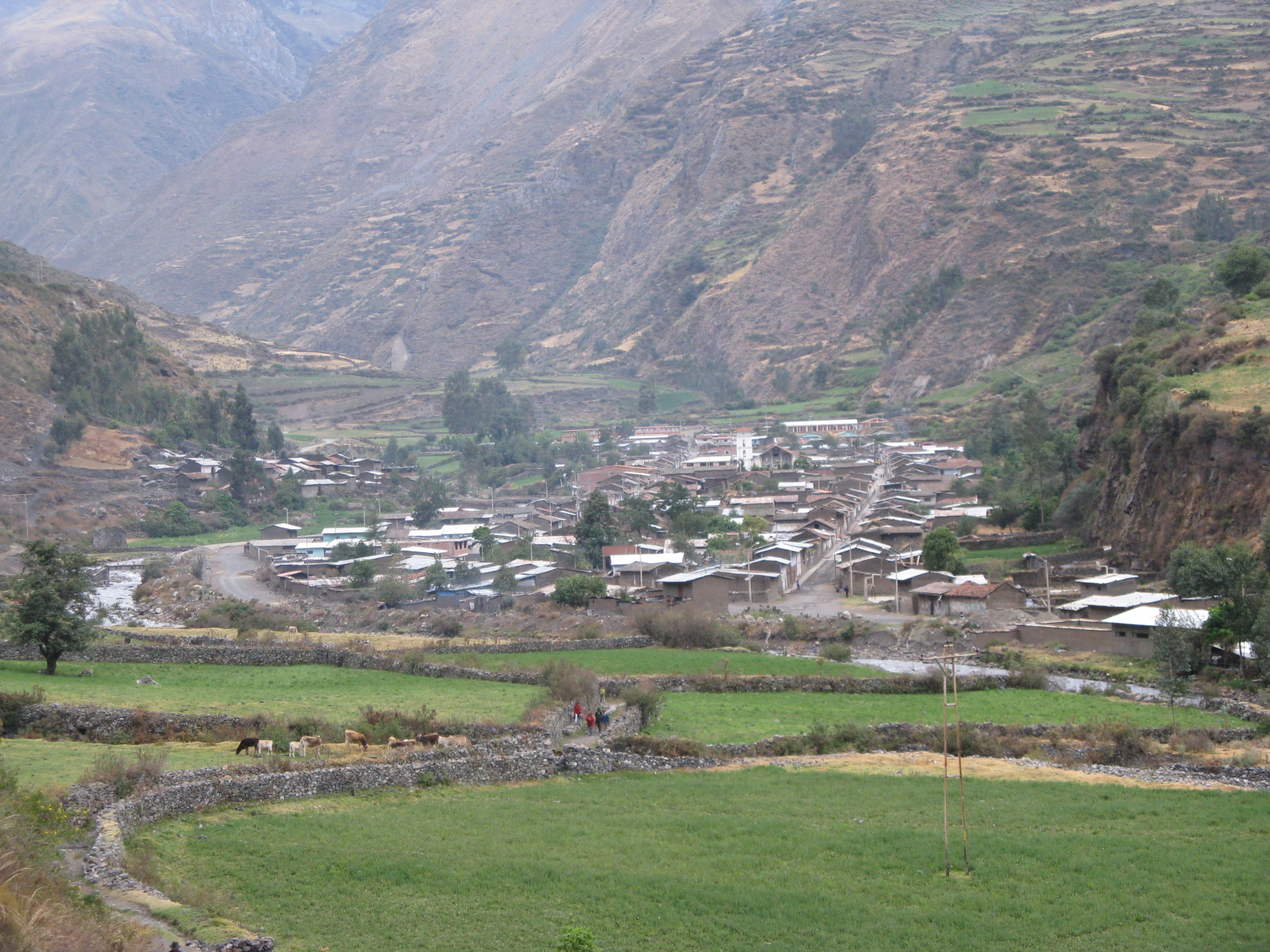
Vista de Aquia.

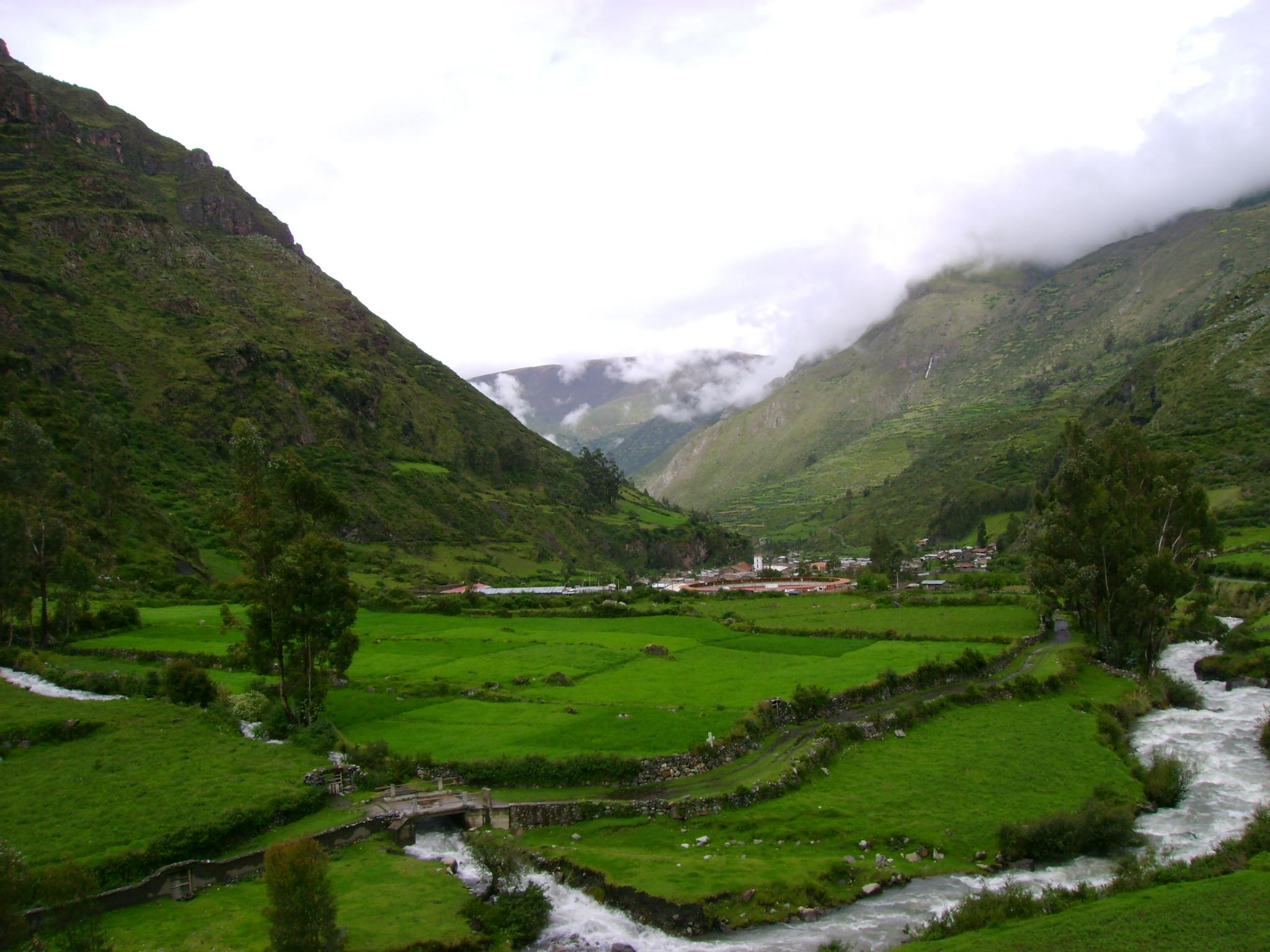
Aquia desde la carretera Racrachacra - Pámpac.

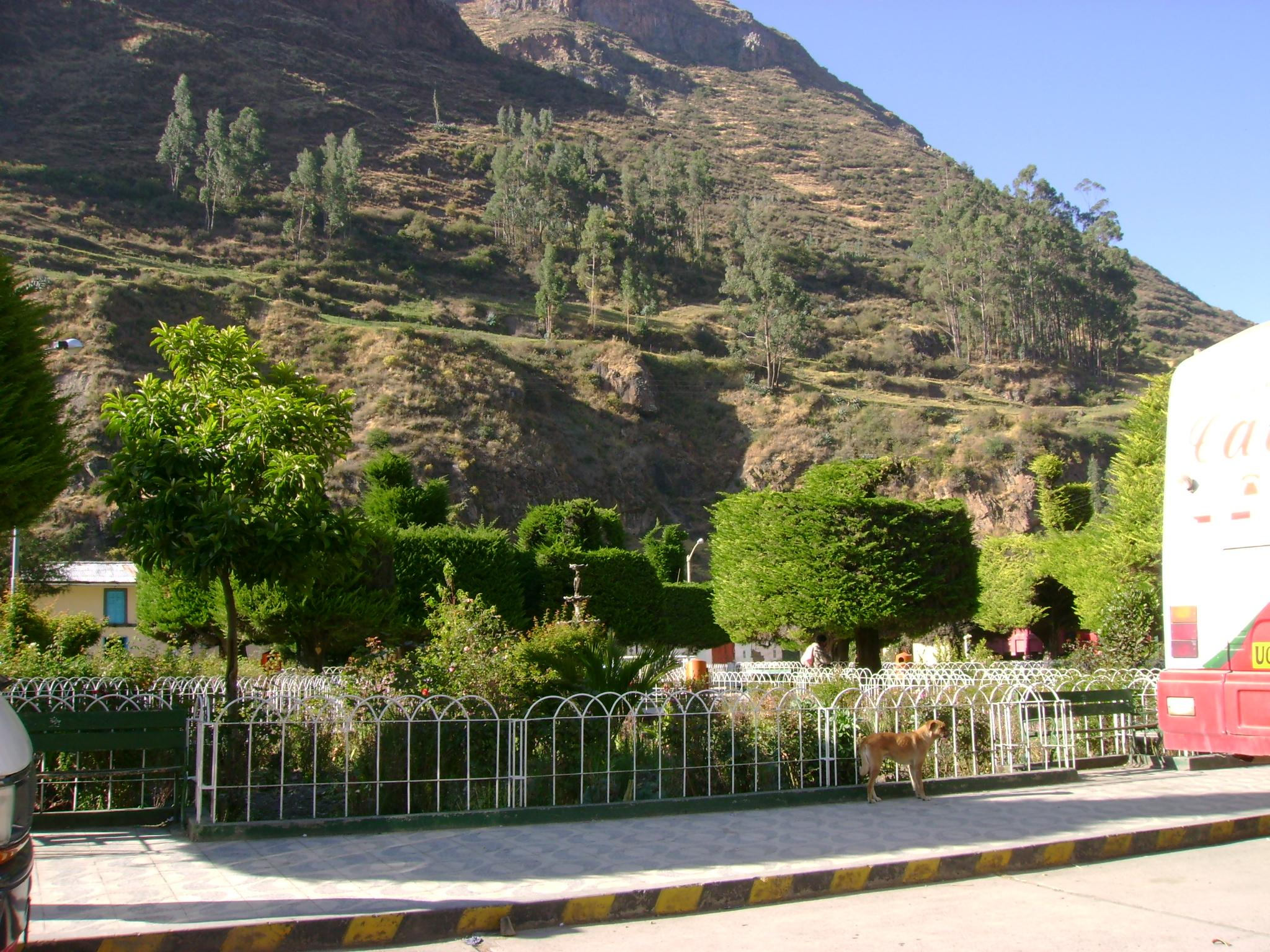
Vista de la plaza Mayor.

Los primeros pobladores de esta zona llegaron desde Chavín, trayendo consigo su religión tradicional y su fe al apu Cóndor. Tuvieron como capital al cerro Ichikaynuq, hoy llamado Jerusalén.
El distrito fue creado el 2 de enero de 1857 mediante Ley sin número, en el gobierno del Presidente Ramón Castilla. En 1881, alcanzó la categoría de Villa.

## División administrativa
El distrito de Aquia contiene 7 anexos y 2 centros poblados.
Cuenta con dos centros poblados: Racrachaca y Pachapaqui; y siete caseríos: Santa Rosa, Uranyacu, Suyán, Pacarenca, Villanueva, Vista Alegre y San Miguel.
Su capital es el pueblo de Aquia.

## Economía
El distrito de Aquia y sus siete caseríos dedican su producción económica a la agricultura y ganadería, ganando reconocimiento por su ganado vacuno de gran dote lechero. La producción láctea ha ayudado a este distrito a posicionarse con su producción quesera, de las más exquisitas de la provincia de Bolognesi. Los viajeros que visitan a Huaraz cumplen el ritual turístico de comprar quesos en el paraje de Conococha, principal centro de venta del popular queso Chiquian, que a pesar del nombre, es original del distrito de Aquia, pero los lugareños lo popularizaron usando el nombre de la capital de provincia porque resultaba más conocido.

## Geografía
Se encuentra flanqueado por los nevados Tucuchira al oriente y Quícash al occidente.
Lugares interesantes son, en primer lugar, la laguna Huamán Hueque, ubicada por el lado de Vista Alegre y Racrachaca, al sur de la Cordillera Blanca, a 4352 m s. n. m. También, está el cerro Mucush, al norte de Aquia. Un tercer lugar es el río Pativilca o río Aymín, por donde está ubicado el Cristo de piedra o Señor de Cayac, imponente escultura que descansa en un santuario. Por último, está la laguna Cococha.

## Autoridades

### Municipales
- 2019 - 2022
  - Alcalde: Ivo Dominovich Acuña Tapia

- 2015 - 2018
  - Alcalde: Rodmi Vásquez Damián, del Movimiento Independiente Regional Río Santa Caudaloso.
- 2011 - 2014
  - Alcalde: Ivo Dominóvich Acuña Tapia, Movimiento Independiente Nueva Esperanza Regional Ancashina Nueva Era (MINERANE).

## Festividades
- Fiesta de San Miguel Arcángel, patrón del pueblo. Se realiza desde el 27 de septiembre hasta el 3 de octubre, con capitán, inca y pallas.
- Fiesta al Señor de Cayac (el Cristo de piedra), se realiza el 3 de mayo.
- Fiesta en honor al Sagrado Corazón de Jesús, patrón del pueblo de Pachapaqui, realizada desde el 4 al 8 de julio.

## Turismo
Los atractivos turísticos más importantes de Aquia son:
- Los nevados de Tucuchira, Quícash, Pastoruri, Yanashálash y Burropunta
- Las lagunas de Huamanhuegue, Cocoche, Jaracocha, Tancán, Huántuc, Mishacocha y Yanacocha
- Las aguas termales de Shalanga
- Los monumentos arqueológicos en Tallenga, Quinchapata, Purunmarca, Shulashmarca, Hualancajirca, Shulca, Pucamachay, Alkajirca y Jerusalén
- La central hidroeléctrica de Pacarenca
- La piscigranja en Racrachaca
- Las puya raimondii en Pachapaqui
- El santuario del Señor de Cáyac
- La plaza Mayor adornada con árboles podados con siluetas de la fauna andina
- Las pinturas rupestres del Sol y la Luna, y las de Pucamachay

### Transporte
Para llegar al distrito de Aquia desde Lima, existen dos rutas:
Una es la que parte del km 183 de la Panamericana Norte (Paramonga) y tomar el desvío de la carretera que va hacia Huaraz, a la altura de Conococha tomar el desvío que llega hasta Chiquián y termina en el pueblo de Aquia.
La otra ruta también tiene el mismo recorrido desde la Panamericana Norte (Paramonga) hasta Conococha solo que de ahí se debe tomar la carretera que va a Antamina y, en el cruce llamado por los pobladores de la zona como "baipás", tomar el desvío para Racrachacra la cual los lleva directo hasta Aquia en apenas media hora.
Existe un proyecto para un carretera por toda la orilla del río Pativilca partiendo de Barranca, la margen izquierda del río Pativilca - Cahua - Puente Rapay - Mangas - Llaclla - Pacllón - parte baja de Huasta y Chiquián - Aquia -  La Unión, Huánuco. Vía habilitada de Barranca hasta puente Muri que da acceso hacia el distrito de Llipa y del tramo Huánuco-Aquia-Pacllón. Sólo falta completar desde el desvío hacia Pacllónn - Llaclla - Puente Muri, aproximadamente 40 km.

## Galería de fotos

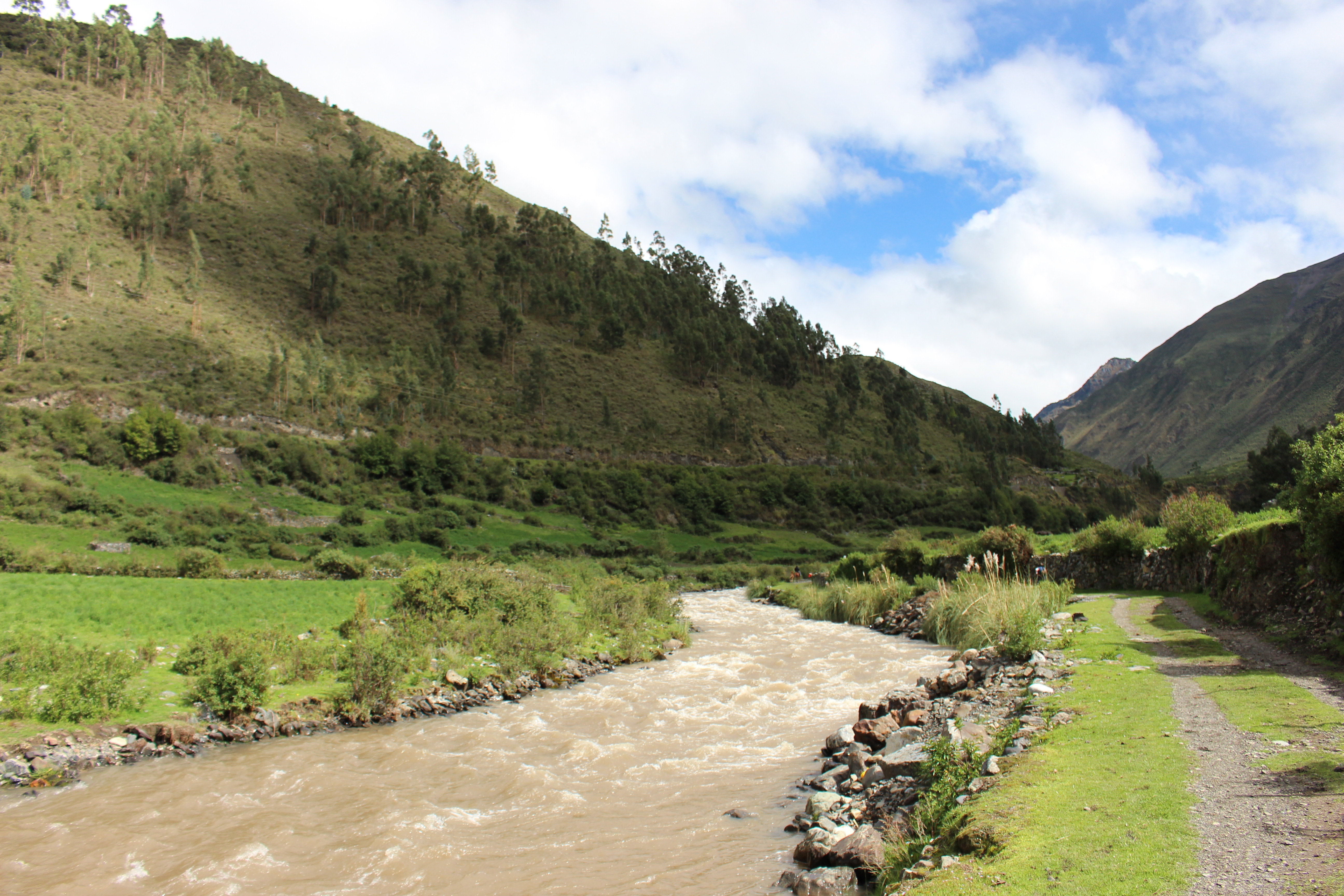
Camino a Cáyac
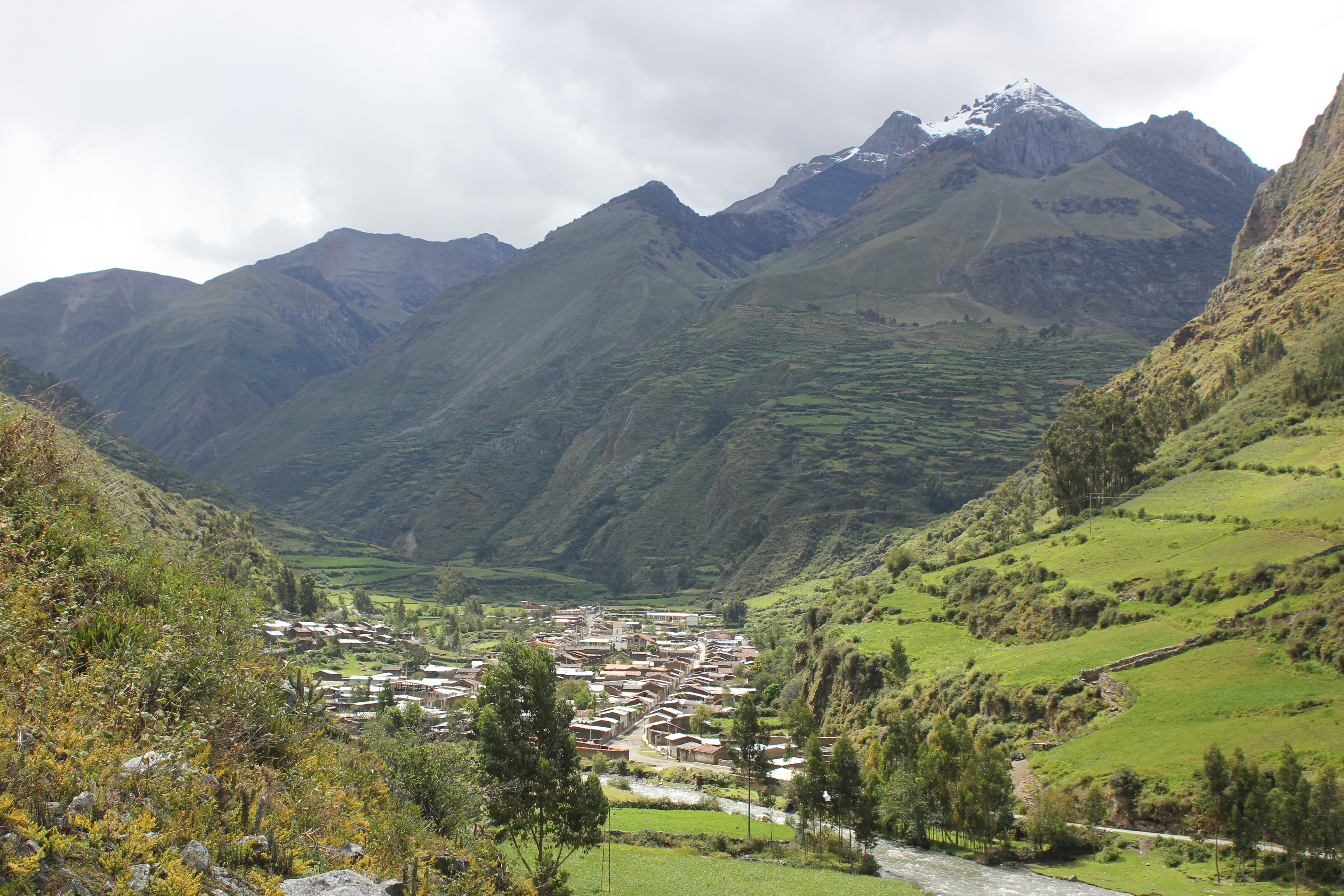
Vista desde el camino a Caucho
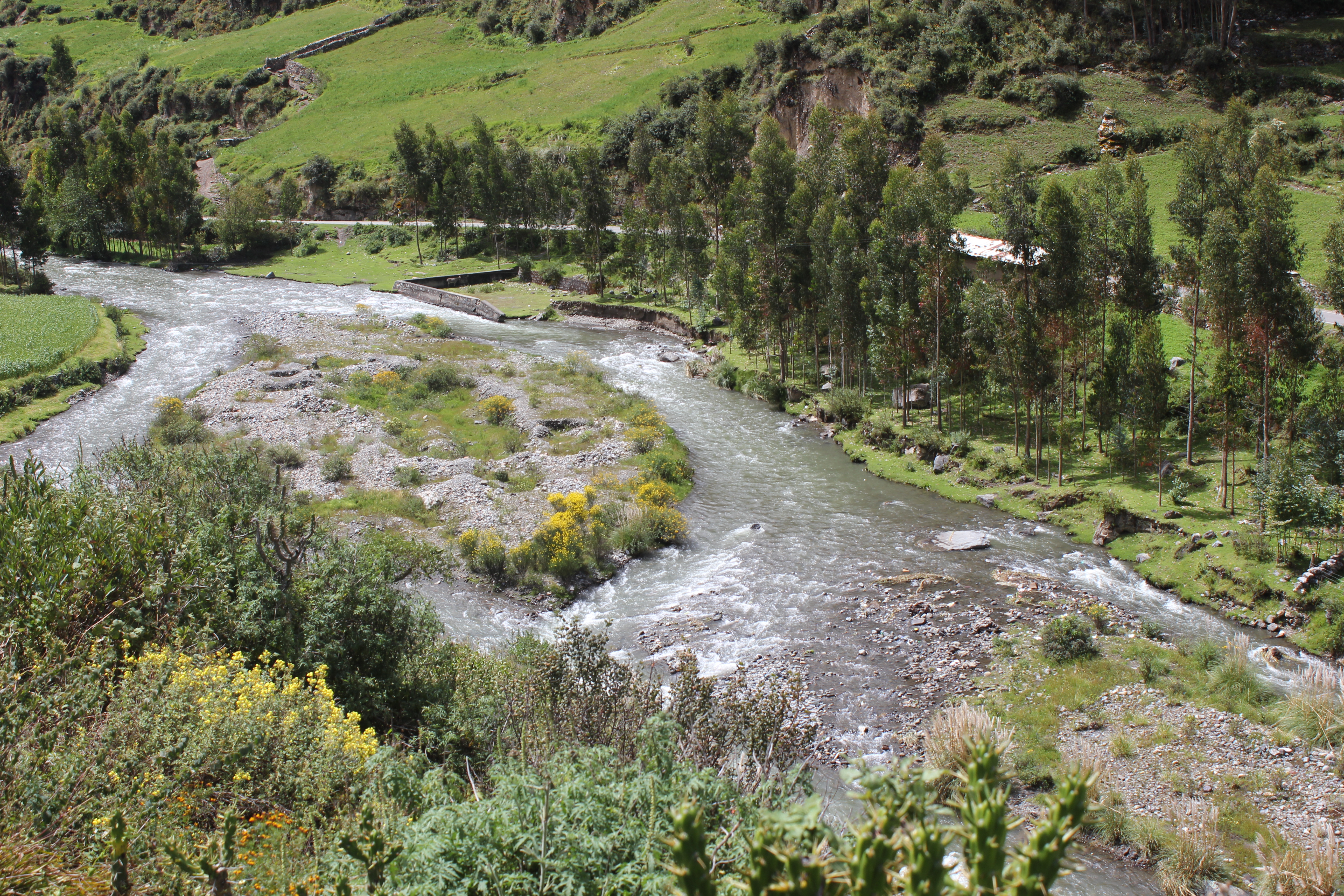
Formación natural en un río en la zona de Callao
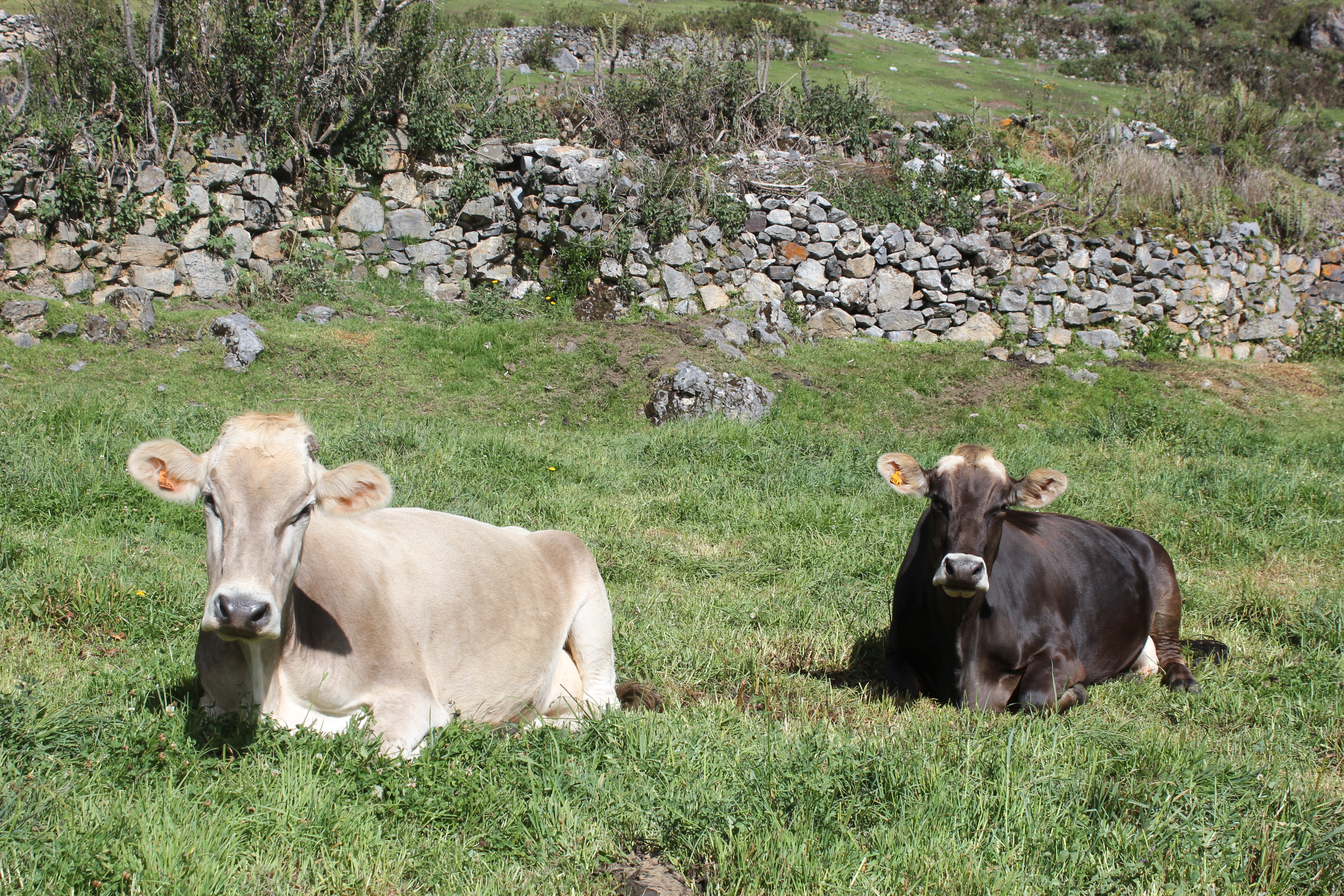
Ganado vacuno
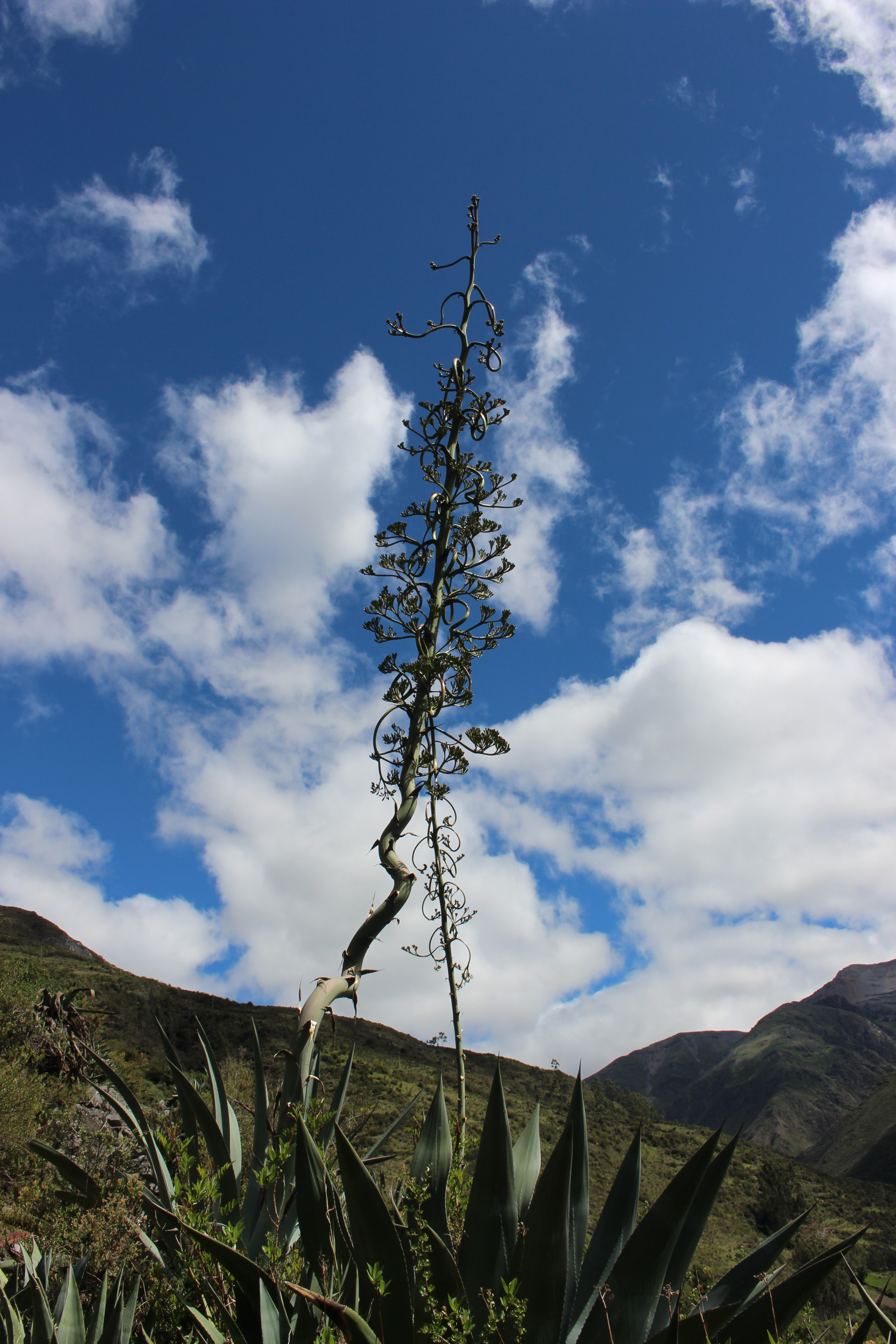
Planta autóctona
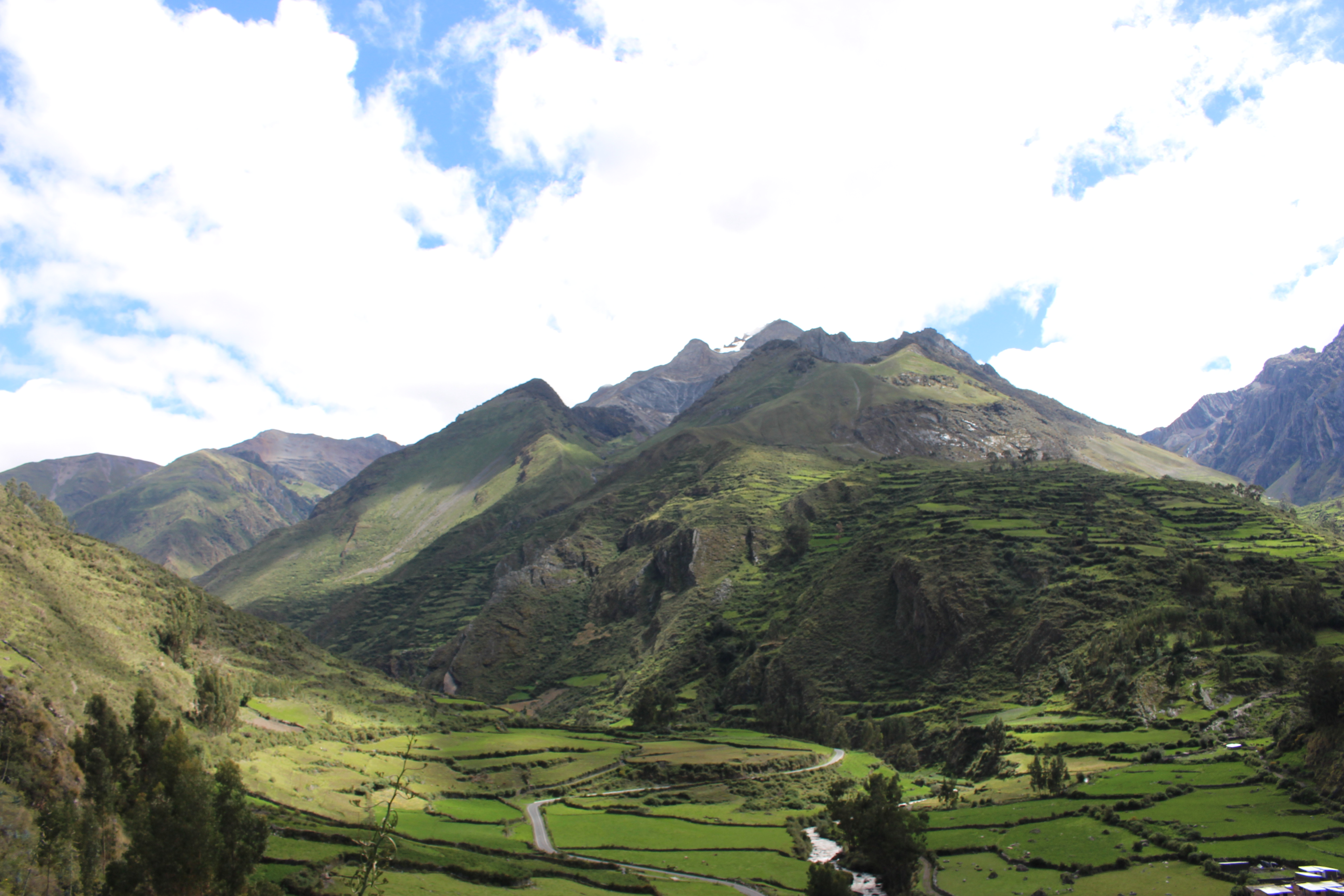
Paisaje aquino
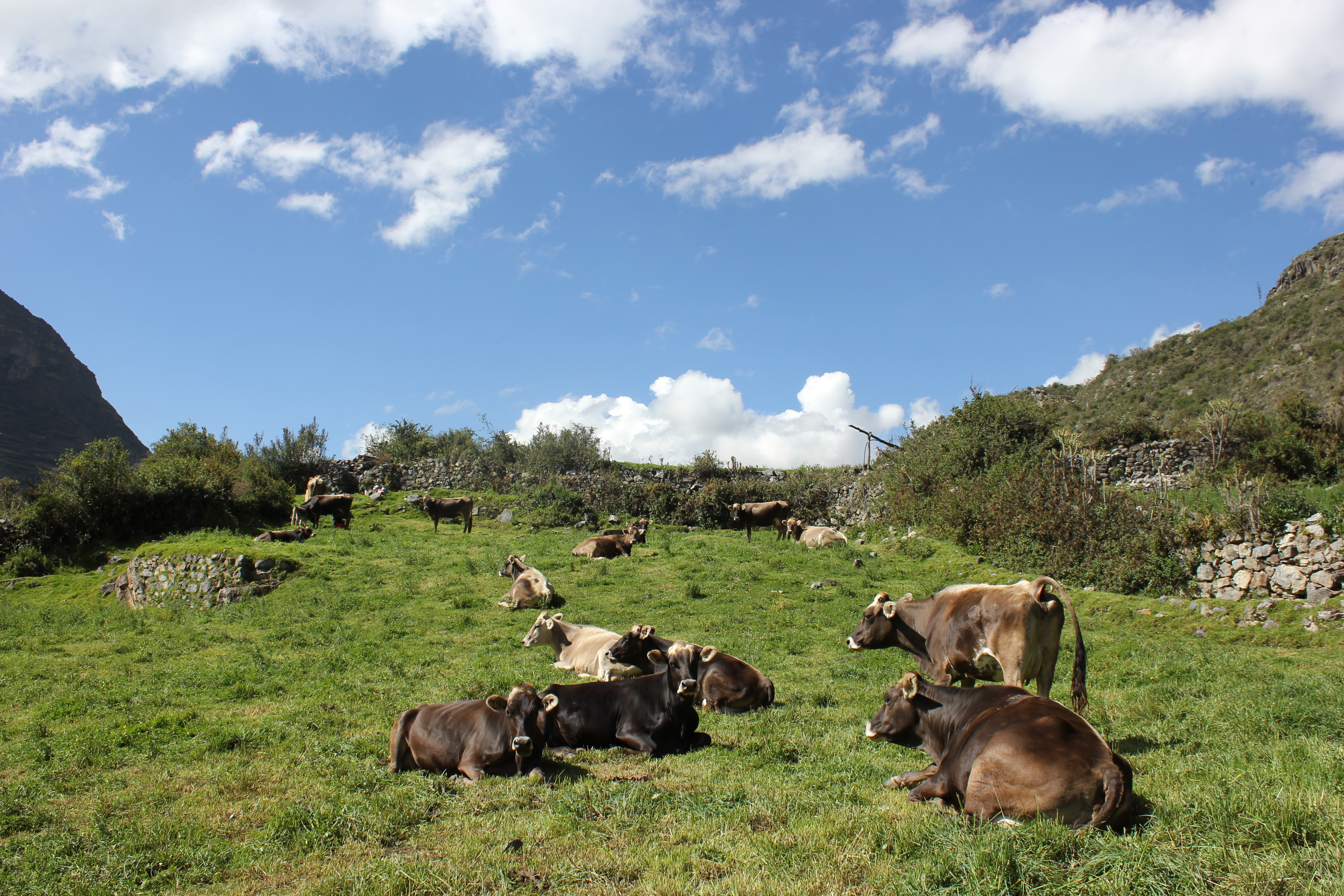
Ganadería aquina